# Platycephala lii
Platycephala lii är en tvåvingeart som beskrevs av Shu Wen An och Yang 2003. Platycephala lii ingår i släktet Platycephala och familjen fritflugor. Inga underarter finns listade i Catalogue of Life.